# 中华人民共和国国民经济和社会发展第十四个五年规划和2035年远景目标纲要
中华人民共和国国民经济和社会发展第十四个五年规划和2035年远景目标纲要（简称“十四五”规划或十四五）是中华人民共和国从2021年至2025年的国家规划，也是制定国民经济和社会发展的第十四个五年规划。

## 启动
2019年11月25日，国务院总理李克强主持召开研究部署“十四五”规划编制专题会议。会上，李克强要求各部门要密切配合，抓紧起草形成“十四五”规划《基本思路》，进一步做好起草规划《纲要框架》的工作。
2020年5月22日，国务院总理李克强在第十三届全国人大三次会议上发表的《政府工作报告》，內容包括编制“十四五”规划工作。同時成立《中共中央关于制定国民经济和社会发展第十四个五年规划和二〇三五年远景目标的建议》起草组，中共中央总书记习近平担任组长，中共中央政治局常委李克强、王沪宁、韩正担任副组长。
2020年10月在北京召开的中共十九届五中全会上，中共中央总书记习近平在做关于《中共中央关于制定国民经济和社会发展第十四个五年规划和二〇三五年远景目标的建议》说明时指出：考虑到目前仍是全面建成小康社会进行时，建议稿表述为「决胜全面建成小康社会取得决定性成就」。明年（2021年）上半年党中央将对全面建成小康社会进行系统评估和总结，然后正式宣布我国全面建成小康社会。會議審議並通過了《規劃建议》。
2022年1月10日，国家发展改革委等部门联合印发《“十四五”公共服务规划》，就2025年時中國的公共服务制度体系建設目標提出要求。
- 到2035年基本实现社会主义现代化
- 「十四五」时期经济社会发展必须遵循的原则：
  - 坚持党的全面领导
  - 坚持以人民为中心
  - 坚持新发展理念
  - 坚持深化改革开放
  - 坚持系统观念
- 「十四五」时期经济社会发展主要目标：
  - 经济发展取得新成效
  - 改革开放迈出新步伐
  - 社会文明程度得到新提高
  - 生态文明建设实现新进步
  - 民生福祉达到新水平
  - 国家治理效能得到新提升
- 强化国家战略科技力量：
  - 制定科技强国行动纲要、实施战略性科学计划和科学工程；
  - 布局建设综合性国家科学中心和区域性创新高地；
  - 构建国家科研论文和科技信息高端交流平台
- 提升企业技术创新能力：
  - 强化企业创新主体地位
- 激发人才创新活力：
  - 深化人才发展体制机制改革
- 完善科技创新体制机制：
  - 深入推进科技体制改革，完善国家科技治理体系；
  - 加强知识产权保护；完善金融支持创新体系
- 提升产业链供应链现代化水平：
  - 保持制造业比重基本稳定；
  - 完善国家质量基础设施；
  - 促进产业在国内有序转移；
  - 优化产业链供应链发展环境；
  - 加强国际产业安全合作
- 发展战略性新兴产业：
  - 加快壮大新一代信息技术、生物技术、新能源、新材料、高端装备、新能源汽车、绿色环保以及航空航天、海洋装备等产业；
  - 推动互联网、大数据、人工智能等同各产业深度融合；
  - 促进平台经济、共享经济健康发展；
  - 鼓励企业兼并重组，防止低水平重复建设

## 公民参与
2020年8月6日，中共中央总书记习近平表态支持广大人民群众和社会各界以各种方式为“十四五”规划建言献策。
8月15日，新华网称中国政府将在人民日报、新华社、中央广播电视总台所属官网、新闻客户端和“学习强国”学习平台开设“十四五”规划建言专栏，所有公民都可进入相关页面建言献策。
10月29日，香港民建聯主席李慧琼接受鳳凰衛視訪問時表示，「十三五」規劃之後，迎來「十四五」規劃，希望香港特區政府和社會各界一同努力，積極把握國家規劃的機遇，鞏固香港作為國際金融中心的優勢，並深化香港在全球離岸人民幣業務樞紐方面的發展。

## “十四五”时期经济社会发展主要目标
“十四五”时期经济社会发展主要目标如下：
- 经济发展取得新成效。发展必须坚持新发展理念，在质量效益明显提升的基础上实现经济持续健康发展，GDP增長各年度提出預期要求，全员劳动生产率增长高于国内生产总值增长，国内市场更加强大，经济结构更加优化，创新能力显著提升，全社会研发经费投入年均增长7%以上、力争投入强度高于“十三五”时期实际，产业升級、農業穩固、城鄉協調發展，常住人口城镇化率提高到65%。
- 改革开放迈出新步伐。社会主义市场经济体制更加完善，高标准市场体系基本建成，市场主体更加充满活力，产权制度改革和要素市场化配置改革取得重大进展，公平竞争制度更加健全，更高水平开放型经济新体制基本形成。
- 社会文明程度得到新提高。社会主义核心价值观深入人心，人民思想道德素质、科学文化素质和身心健康素质明显提高，公共文化服务体系和文化产业体系更加健全，人民精神文化生活日益丰富，中华文化影响力进一步提升，中华民族凝聚力进一步增强。
- 生态文明建设实现新进步。国土空间开发保护格局得到优化，生产生活方式绿色转型成效显著，能源资源配置更加合理、利用效率大幅提高，单位国内生产总值能源消耗和二氧化碳排放分别降低13.5%、18%，主要污染物排放总量持续减少，森林覆盖率提高到24.1%。
- 民生福祉达到新水平。城镇调查失业率控制在5.5%以内，居民人均可支配收入增长与GDP增长基本同步，分配结构明显改善，劳动年龄人口平均受教育年限提高到11.3年，基本养老保险参保率提高到95%，人均预期寿命提高1岁，全体人民邁向共同富裕。
- 国家治理效能得到新提升。社会主义民主法治更加健全，社会公平正义进一步彰显，国家行政体系更加完善，政府作用更好发挥，行政效率和公信力显著提升，社会治理特别是基层治理水平明显提高，防范化解重大风险体制机制不断健全，突发公共事件应急处置能力显著增强，自然灾害防御水平明显提升，发展安全保障更加有力，国防和军队现代化迈出重大步伐。

| 类别     | 指标                                       | 2020 年 | 2025 年 | 年均/累计                              | 属性   |
| -------- | ------------------------------------------ | ------- | ------- | -------------------------------------- | ------ |
| 经济发展 | 1.国内生产总值（GDP）增长（%）             | 2.3     | —       | 保持在合理区间、各年度视情提出         | 预期性 |
| 经济发展 | 2.全员劳动生产率增长（%）                  | 2.5     | —       | 高于 GDP增长                           | 预期性 |
| 经济发展 | 3.常住人口城镇化率（%）                    | 60.6*   | 65      | —                                      | 预期性 |
| 创新驱动 | 4.全社会研发经费投入增长（%）              | —       | —       | ＞7、力争投入强度高于 “十三五”时期实际 | 预期性 |
| 创新驱动 | 5.每万人口高价值发明专利拥有量（件）       | 6.3     | 12      | —                                      | 预期性 |
| 创新驱动 | 6.数字经济核心产业增加值占 GDP 比重（%）   | 7.8     | 10      | —                                      | 预期性 |
| 民生福祉 | 7.居民人均可支配收入增长（%）              | 2.1     | —       | 与 GDP 增长基本同步                    | 预期性 |
| 民生福祉 | 8.城镇调查失业率（%）                      | 5.2     | —       | ＜5.5                                  | 预期性 |
| 民生福祉 | 9.劳动年龄人口平均受教育年限（年）         | 10.8    | 11.3    | —                                      | 约束性 |
| 民生福祉 | 10.每千人口拥有执业（助理）医师数（人）    | 2.9     | 3.2     | —                                      | 预期性 |
| 民生福祉 | 11.基本养老保险参保率（%）                 | 91      | 95      | —                                      | 预期性 |
| 民生福祉 | 12.每千人口拥有 3 岁以下婴幼儿托位数（个） | 1.8     | 4.5     | —                                      | 预期性 |
| 民生福祉 | 13.人均预期寿命（岁）                      | 77.3*   | —       | 〔1〕                                  | 预期性 |
| 绿色生态 | 14.单位 GDP 能源消耗降低（%）              | —       | —       | 〔13.5〕                               | 约束性 |
| 绿色生态 | 15.单位 GDP 二氧化碳排放降低（%）          | —       | —       | 〔18〕                                 | 约束性 |
| 绿色生态 | 16.地级及以上城市空气质量优良天数比率（%   | 87      | 87.5    | —                                      | 约束性 |
| 绿色生态 | 17.地表水达到或好于Ⅲ类水体比例（%）        | 83.4    | 85      | —                                      | 约束性 |
| 绿色生态 | 18.森林覆盖率（%）                         | 23.2*   | 24.1    | —                                      | 约束性 |
| 安全保障 | 19.粮食综合生产能力（亿吨）                | —       | ＞6.5   | —                                      | 约束性 |
| 安全保障 | 20.能源综合生产能力（亿吨标准煤）          | —       | ＞46    | —                                      | 约束性 |

注：①〔〕内为 5 年累计数。②带*的为 2019 年数据。③能源综合生产能力指煤炭、石油、天然气、非化石能源生产能力之和。④2020年地级及以上城市空气质量优良天数比率和地表水达到或好于Ⅲ类水体比例指标值受新冠肺炎疫情等因素影响，明显高于正常年份。⑤2020年全员劳动生产率增长2.5%为预计数。

### 交通强国“十四五”重点项目
第一批：
1. 川藏铁路及配套公路、涉及G318等普通国省道项目工程
2. 京港澳高速公路广州至深圳段改扩建工程
3. G2518深圳至中山过江通道海中桥隧主体工程
4. 沈海高速荷坳至深圳机场段改扩建工程
5. 沈海高速泉厦段扩容工程
6. 京哈高速公路辽宁省绥中（冀辽界）至盘锦段改扩建工程
7. G4216宜宾新市至攀枝花段（沿江高速）新建工程
8. G7611昭通至香格里拉段新建工程
9. 西部陆海新通道（平陆）运河工程
10. 小洋山北侧集装箱码头工程
11. 宁波舟山港航设施工程
12. 长江干线航道标准化畅通工程
13. 湖北国际物流核心枢纽（鄂州）
14. 长沙黄花机场综合客运枢纽
15. 杭州西高铁站综合客运枢纽
16. 海口新海港综合交通枢纽
17. 大连金州湾国际机场